# Brachionus gillardi
Brachionus gillardi is een raderdiertjessoort uit de familie Brachionidae. De wetenschappelijke naam van deze soort is voor het eerst geldig gepubliceerd in 1966 door Hauer.